# Fasti Triumphales
Els Fasti Triumphales són una inscripció romana en marbre que recull la llista oficial dels triomfs militars concedits per l'Estat romà als seus generals des de l'època mítica de Roma fins al final del període republicà. Actualment es conserven als Museus Capitolins de Roma, a la Sala dei Fasti, situada al Palazzo dei Conservatori, al Capitoli.

## Localització i conservació
Els Fasti Triumphales es troben exposats juntament amb els Fasti Consulares, formant un conjunt documental de gran valor per a l'estudi de la cronologia magistratural i militar de Roma. Les inscripcions, gravades en grans blocs de marbre, van ser reconstruïdes a partir de fragments descoberts al segle XVI i col·locades posteriorment als Museus Capitolins per ordre del papa Pau III. Segons l'epigrafista J. E. Sandys, l'artista Michelangelo Buonarroti va participar en la col·locació i reorganització d'aquests blocs al mur del palau capitolí.

## Descobriment
Els fragments dels Fasti Triumphales foren descoberts el 1546 a la zona del Fòrum Romà, concretament a les ruïnes del Templum Divi Augusti, durant unes excavacions promogudes pel papa Pau III Farnese en el marc de la recuperació del patrimoni clàssic de Roma. Aquests fragments es trobaven trencats, dispersos i, en alguns casos, reutilitzats en estructures posteriors.
La reconstrucció d’aquesta inscripció va requerir la col·laboració d’epigrafistes, escultors i arquitectes, entre els quals destacà Michelangelo. L’epigrafista J. E. Sandys atribueix l'origen d'aquesta llista a l’emperador August, dins el seu projecte de reforma i monumentalització de la memòria històrica romana. Aquesta finalitat també es recull a l’entrada “Triumph” de l’Oxford Classical Dictionary, on es destaca el paper d’August com a promotor de la recopilació i difusió d’inscripcions públiques i documents oficials com els Fasti, per tal de legitimar el seu règim i controlar la narrativa del passat romà.

## Context històric
Originalment, els Fasti Triumphales estaven gravats en taules de marbre que decoraven algun punt del Fòrum Romà, probablement l’Arc d’August o la Règia, seu del Pontifex Maximus, on també es conservaven els Annales Maximi, els registres oficials de Roma. Les inscripcions oferien una llista ordenada de generals i magistrats que havien celebrat triomfs militars, un dels honors més importants a la Roma antiga.
El 1546, en el context de les demolicions per obtenir materials per a la construcció de la Basílica de Sant Pere, es van recuperar diversos fragments d’aquestes inscripcions, gràcies a l’actuació dels erudits Onofrio Panvinio i Pirro Ligorio, que en reconegueren la importància. Actualment se'n conserven 38 fragments, publicats per primer cop al Corpus Inscriptionum Latinarum (1863).

## Problemàtiques i estudis
Una de les principals dificultats en l’estudi dels Fasti Triumphales és la seva naturalesa fragmentària. Les làpides es van descobrir trencades i disperses, cosa que ha provocat la pèrdua de continguts i llacunes cronològiques importants. Les mancances documentals més destacades se situen entre els anys 437 i 369 aC, 291 i 282 aC, 222 i 197 aC, 187 i 178 aC, 81 i 62 aC, i 54 i 45 aC. També es registren buits parcials en altres períodes, així com l'absència de diversos triomfs de Camil o els celebrats durant la Segona Guerra Púnica.
A més de les pèrdues materials, s’han detectat manipulacions polítiques en la confecció de la llista, especialment durant l’època d’August, quan es va potenciar la difusió dels seus triomfs i es van modificar o suprimir registres previs per reforçar la seva imatge. També s’hi troben errors epigràfics que compliquen la reconstrucció cronològica i onomàstica.
Un altre aspecte problemàtic és la qüestió del context arqueològic original d’aquestes làpides, atès que, tot i haver estat trobades al Fòrum Romà, la seva ubicació i funció exactes dins del conjunt monumental continuen essent motiu de debat entre els investigadors.

## Contingut
Els Fasti Triumphales registren, en ordre cronològic, tots els triomfs celebrats pels magistrats romans, des de l’època mítica de Ròmul fins a l’any 19 aC. La inscripció original constava de quatre taules, amb un total de 660 línies, distribuïdes en quatre pilastres en una sola columna, que mesuraven aproximadament 3,33 metres d’altura.
El registre enumera reis, cònsols, tribuns militars, dictadors, magistrats eqüestres i censors, indicant la data segons el còmput ab urbe condita (AUC), és a dir, a partir de la suposada fundació de Roma. Les quatre taules abastaven els següents períodes:
- Primera taula: de l'any 1 al 452 AUC (753 aC – 302 aC)
- Segona taula: de l'any 453 al 532 AUC (301 aC – 222 aC)
- Tercera taula: de l'any 533 al 625 AUC (221 aC – 129 aC)
- Quarta taula: de l'any 628 al 735 AUC (126 aC – 19 aC)

Aquest registre constitueix una font de primer ordre per a l’estudi de la història militar i política de Roma, així com de la seva religió pública, atès que el triomf tenia un fort component religiós.

## Transcripció
Els fragments conservats han estat transcrits i publicats en diverses obres epigràfiques, destacant-ne l’edició inclosa al Corpus Inscriptionum Latinarum. Les llistes presenten els noms dels triomfadors, la data del triomf, el poble o l’enemic derrotat i, en alguns casos, detalls complementaris sobre la campanya militar.

### Primera taula
| Year BC | Year AUC | Entry | Annum           |
| 753     | 1        | Romulus Martis f. rex de Caenensibus K. Mar[t.]                                                                   | ann. [I]        |
| 753     | 1        | [Ro]m[ulus] Marti[s f.] rex II [de Antemnatibus ...]                                                              | a[nn. I]        |
| —       | —        | [Ancus Marcius — f. — n. rex de Sabi]neis et [Veientibus ...]                                                     |                 |
| 59–     | 15–      | L. [T]arquinius Damarati f. Priscus rex de Latineis K. Quinct.                                                    | an. CLV[...]    |
| 588     | 166      | L. Tarquinius Damarati f. Priscus rex de Etrusceis [K. A]pr.                                                      | an. CLXV        |
| 585     | 169      | L. Tarquinius Damarati f. Priscus rex III de Sabineis Idib. Sext.                                                 | ann. CLXVIII    |
| 571     | 183      | Ser. Tullius rex de Etruscis vi. K. Dec.                                                                          | anno CXXCII     |
| 567     | 187      | Ser. Tullius rex II de Etrusc. viii. K. Jun.                                                                      | a. CXXCVI       |
| 56–     | 18–      | Ser. Tullius rex III de Etrusceis iiii. Non. [...]                                                                | ann. CXXC[...]  |
| —       | —        | L. Tarq[uinius Prisci f.] Dama[rati n. Superbus rex de Volsceis ...]                                              | [ann. ...]      |
| —       | —        | L. Tarqui[nius Prisci f. Damarati n.] Super[bus rex II de Sabineis ...]                                           | [a. ...]        |
| 509     | 245      | P. Valer[ius Volusi f. — n. Poplicola] cos. d[e Veientib. et Tarquiniensib. K. Mart.]                             | [a. CCXLIV]     |
| 505     | 249      | M. Valer[ius Volusi f. — n. Volusus] cos. [de Sabineis ...]                                                       | [a. CCXLVIII]   |
| 505     | 249      | P. Postu[mius Q. f. — n. Tubertus] cos. [de Sabineis ...]                                                         | [ann. CCXLVIII] |
| 504     | 250      | P. Valeriu[s Volusi f. — n.] Poblicol[a II cos. IIII de Sa]bine[is] et Veient[ibus ... Non]as Mai.                | [ann. CCXLIX]   |
| 503     | 251      | P. Postumiu[s Q. f. — n. Tubert]us cos. II o[vans de Sabinei]s iii. Non. Apr.                                     | ann. CCL        |
| 503     | 251      | Agrippa M[enenius C. f. — n. Lan]atus cos. de [Sabineis prid]ie Non. Apr.                                         | ann. CCL        |
| 502     | 252      | Sp. Cassiu[s — f. — n. Vicellinu]s cos. d[e Sabineis]                                                             | ann. CCLI       |
| 496     | 258      | A. Postu[mius P. f. — n. Albus] Regil[lensis dict. de Latineis ...]                                               | [ann. CCLVII]   |
| 494     | 260      | M'. Vale[rius Volusi f. — n. Maxim.] dic[t. de Sabineis et Medullineis]                                           | [ann. CCLIX]    |
| 486     | 268      | [Sp. Cassius — f. — n. Vicellinus II cos. III de Volsceis Herniceis ...] K. Jun.                                  | [ann CCLXVII]   |
| 475     | 279      | [P. Valerius P. f. Volusi n. Poplic]ola [cos. de Veientibus Sabi]neisque K. Mai.                                  | an. CCLXXIIX    |
| 474     | 280      | [A. Manlius Cn. f. P. n. Vulso co]s. [ovans de Veientibus I]dibus Mart.                                           | ann. CCLXXIX    |
| 468     | 286      | [T. Quinctius L. f. L. n. Capitolin. Barba]tus [cos. II de Volsceis Antiatibus ...]                               | a. CCXX[CV]     |
| 462     | 292      | [L. Lucretius T. f. T. n. Tricipitinus cos. de Aequeis et Vo]ls[ceis ...]                                         | [ann. CCXCI]    |
| 462     | 292      | [T. Veturius T. f. — n.] Gemin[us Cicurin. cos. ovans de Aequ]eis et [Volsceis ...]                               | [an. CCXCI]     |
| 459     | 295      | [Q. Fabius M. f. K. n. Vibulanus cos. III de Ae]queis e[t Volsceis ... No]n. Mai.                                 | [an. CCXCIV]    |
| 459     | 295      | [L. Cornelius Ser. f. P. n.] M[alugines. Uriti]nus cos. de Volsceis [A]ntiatib. iv. Id. Mai.                      | an. CCXCIV      |
| 458     | 296      | [L. Quin]ctius L. f. L. n. Cincin[n]atus [dict.] de Aequeis Idibus Septembr.                                      | an. CCXCV       |
| 449     | 305      | [L. Valer]ius P. f. P. n. Poplicola Potit. [cos.] de Aequeis Idibus Sextil.                                       | an. CCCIV       |
| 449     | 305      | [M. Hora]tius M. f. L. n. Barbatus [cos. de] Sabin[eis] VII K. Septembr.                                          | ann. CCCIV      |
| 443     | 311      | [M. Gega]nius M. [f. — n. Mace]rinus [cos. II] de V[olsceis N]onis Sep.                                           | ann. CCCX       |
| 437     | 317      | [M. Valerius M. f. M. n. Lactuca Maxi]mus [cos. de ...]us Idib. Sex[t.]                                           | an. CCCXVI      |
| 369     | 385      | [M. Furius L. f. Sp. n. Camillus IV dict. V de Galleis ...] Nov.                                                  | [ann. CCCXXCVI] |
| 361     | 393      | [T. Quinctius — f. — n. Pennus Capitol. Crispinus dict de Galleis ...]nalibus                                     | a. CCCXCII      |
| 361     | 393      | [C. Sulpicius M. f. Q. n. Peticus cos. II de Herniceis ... Ma]rt.                                                 | an. CCCXCII     |
| 360     | 394      | [C. Poetelius C. f. Q. n. Libo Visolus] cos. de Galleis et Tiburtibus iv. K. [S]ext.                              | an. CCCXCIII    |
| 360     | 394      | M. Fabius N. f. M. n. Ambustus cos. ovans de Herniceis Nonis Sept.                                                | an. CCCXCIII    |
| 358     | 396      | C. Sulpicius M. f. Q. n. Peticus II dict. de Galleis Nonis Mai.                                                   | ann. CCCXCV     |
| 358     | 396      | C. Plautius P. f. P. n. Proculus cos. de Herniceis Idibus Mai.                                                    | ann. CCCXCV     |
| 357     | 397      | C. Marcius L. f. C. n. Rutilus cos. de Privernatibus K. Jun.                                                      | ann. CCCXCVI    |
| 356     | 398      | C. Marcius L. f. C. n. Rutilus dict. de Tusceis pridie Non. Mai.                                                  | an. CCCXCVII    |
| 354     | 400      | M. Fabius N. f. M. n. Ambustus II [cos. I]II de Tiburtibus III Non. Jun.                                          | ann. CCCXCIX    |
| 350     | 404      | [M. Popi]llius M. f. C. n. Laenas cos. III [de G]alleis Quirinalibus                                              | an. CDIII       |
| 346     | 408      | [M. Va]lerius M. f. M. n. Corvus cos. II [de] Antiatibus Volsceis Satricaneisq. K. Febr.                          | ann. CDVII      |
| 343     | 411      | [M. Vale]rius M. f. M. n. Corvus II [cos.] III de Samnitibus x. K. Oct.                                           | ann. CDX        |
| 340     | 414      | [T.] Manlius L. f. A. n. Imperiossus Torquat. cos. III de Latineis Campaneis Sidicineis [A]urunceis xv. K. Junias | a. CDXIII       |
| 339     | 415      | [Q. P]ublilius Q. f. Q. n. Philo cos. de Latineis Idibus Januar.                                                  | anno CDXIV      |
| 338     | 416      | L. Furius Sp. f. M. n. Camillus cos. de Pedaneis et Tiburtibus iiii. K. Oct.                                      | ann. CDXV       |
| 338     | 416      | C. Maenius P. f. P. n. cos. de Antiatibus Lavinieis Veliterneis pridie K. Oct.                                    | an. CDXV        |
| 335     | 419      | M. Valerius M. f. M. n. Corvus III cos. IV de Caleneis Idibus Mart.                                               | an. CDXIIX      |
| 329     | 425      | [L.] Aimilius L. f. L. n. Mamercin. Privernas cos. II de Privernatib. K. Mart.                                    | ann. CDXXIV     |
| 329     | 425      | C. Plautius P. f. P. n. Decianus cos. de Privernatibus K. Mart.                                                   | an. CDXXIV      |
| 326     | 428      | Q. Publilius Q. f. Q. n. Philo II primus pro cos. de Samnitibus Palaeopolitaneis K. Mai.                          | ann. CDXXVII    |
| 324     | 430      | L. Papirius Sp. f. L. n. Cursor dict. de Samnitibus iii. Non. Mart.                                               | ann. CDXXIX     |
| 322     | 432      | Q. Fabius M. f. N. n. Maximus Rullian. cos. de Samnitibus et Apuleis xii. K. Mart.                                | an. CDXXXI      |
| 319     | 435      | L. Papirius Sp. f. L. n. Cursor II cos. III de Samnitibus x. K. Septembr.                                         | an. CDXXXIV     |
| 314     | 440      | C. Sulpicius Ser. f. Q. n. Longus cos. III de Samnitibus K. Quint.                                                | anno CDXXXIX    |
| 312     | 442      | M. Valerius M. f. M. n. Maximus cos. de Samnitibus Soraneisq. Idib. Sext.                                         | ann. CDXXXXI    |
| 311     | 443      | C. Junius C. f. C. n. Bubulcus Brutus cos. III de Samnitibus Nonis Sext.                                          | an. CDXLII      |
| 311     | 443      | Q. Aemilius Q. f. L. n. Barbula cos. II de Etrusceis Idibus Sext.                                                 | ann. CDXLII     |
| 309     | 445      | L. Papirius Sp. f. L. n. Cursor III dict. II de Samnitibus Idibus Oct.                                            | ann. CDXLIV     |
| 309     | 445      | Q. Fabius M. f. N. n. Maximus Rullianus II pro cos. de Etrusceis Idibus Nov.                                      | an. CDXLIV      |
| 306     | 448      | Q. Marcius Q. f. Q. n. Tremulus cos. de Anagneis Herniceisq. pridie K. Quint.                                     | an. CDXLVII     |
| 305     | 449      | M. Fulvius L. f. L. n. Curvus Paetinus cos. de Samnitibus iii. Non. Oct.                                          | ann. CDXLIIX    |
| 304     | 450      | P. Sempronius P. f. C. n. Sophus cos. de Aequeis vii. K. Oct.                                                     | ann. CDXLIX     |
| 304     | 450      | P. Sulpicius Ser. f. P. n. Saverrio cos. de Samnitibus iiii. K. Nov.                                              | an. CDXLIX      |
| 302     | 452      | C. Junius C. f. C. n. Bubulcus Brutus II dict. de Aequeis iii. K. Sext.                                           | an. CDLI        |

### Segona taula
| Year BC | Year AUC | Entry | Annum          |
| 301     | 453      | M. Valer[i]us M. f. M. n. Cor[vus] dict. II [de] Etrusceis et [Ma]rseis x. K. De[cem]br.                                                                               | an. CDLII      |
| 299     | 455      | M. Fulvius Cn. f. Cn. n. Paetinus cos. de Samnitibus Nequinatibusque vii. K. Oct.                                                                                      | ann. CD[LIV]   |
| 298     | 456      | Cn. Fulvius Cn. f. Cn. n. Maxim. Centumalus cos. de Samnitibus Etrusceisque Idibus Nov.                                                                                | an. CDLV       |
| 295     | 459      | Q. Fabius M. f. N. n. Maximus Rullianus III cos. V de Samnitibus et Etrusceis Galleis prid. Non. Sept.                                                                 | an. CDLIIX     |
| 294     | 460      | L. Postumius L. f. Sp. n. Megell. cos. II de Samnitib. et Etruscis vi. K. Apr.                                                                                         | an. CDLIX      |
| 294     | 460      | M. Atilius M. f. M. n. Regulus cos. de Volsonibus et Samnitib. v. K. Apr.                                                                                              | a. CDLIX       |
| 293     | 461      | Sp. Carvilius C. f. C. n. Maximus cos. de Samnitibus Idibus Jan. | a. CDLX        |
| 293     | 461      | [L. Papiriu]s L. f. Sp. n. Cursor [cos. de Sam]nitibus Idibus Febr. | an. CDLX       |
| 291     | 463      | [Q. Fabius Q. f. M. n. M]aximus [Gurges pro cos. de Samnitibus ...] K. Sext.                                                                                           | an. CDLXII     |
| 282     | 472      | [C. Fabricius C. f. C. n. Luscinus cos. de Samnitibus Lucaneis Brutti]eisque iii. Non. Mart.                                                                           | an. CDLXXI     |
| 281     | 473      | [Q. Mar]cius Q. f. Q. n. Philippus [cos. d]e Etrusceis K. Apr. | an. CDLXXII    |
| 280     | 474      | [Ti. Coru]ncanius Ti. f. Ti. n. cos. [de V]ulsiniensibus et Vulcientib. K. Febr.                                                                                       | an. CDLXXIII   |
| 280     | 474      | [L. Ai]milius Q. f. Q. n. Barbula pro cos. de Tarentineis Samnitibus et Sallentineis vi. Idus Quint.                                                                   | an. CDLXXIII   |
| 278     | 476      | C. Fabricius C. f. C. n. Luscinus II cos. II de Lucaneis Bruttieis Tarentin. Samnitibus Idibus Decembr.                                                                | an. CDLXXV     |
| 277     | 477      | C. Junius C. f. C. n. Brutus Bubulc. cos. II de Lucaneis et Bruttieis Non. Jan.                                                                                        | an. CDLXXVI    |
| 276     | 478      | Q. Fabius Q. f. M. n. Maximus Gurges II de Samnitibus Lucaneis Bruttieis Quirinalibus                                                                                  | an. CDLXXVII   |
| 275     | 479      | M'. Curius M'. f. M'. n. Dentatus IV [cos. II de Sa]mnitib. et rege Pyrrho [... F]ebr.                                                                                 | a. CDLXXIIX    |
| 275     | 479      | [L. Cornelius] Ti. f. Ser. n. Lentulus [Caudin. c]os. de Samnitibus et [Lucaneis] K. Mart.                                                                             | a. CDLXXXIX    |
| 273     | 481      | [C. Claudius M.] f. C. n. Canina [cos. II de Luca]neis Samnitibus [Bruttieisque] Quirinalibus                                                                          | an. CDXXXC     |
| 272     | 482      | [Sp. Carvilius C. f. C. n. Ma]ximus II [cos. II de Samnitib. Lucaneis Bruttieis] Tarentin[eis]que Non[is ...]                                                          | an. CD[XXCI]   |
| 272     | 482      | L. Papiruius L. f. [Sp. n.] Cursor I[I] cos. II de Ta[ren]tineis L[ucaneis Samnitib.] Bruttieis[que] I[...]                                                            | an. CDXXCI     |
| 270     | 484      | [Cn.] Cornel[ius P. f. Cn. n. Blasio cos.] de Regi[neis ...] | [an. CDXXCIII] |
| 268     | 486      | [P. Semp]ronius P. f. P. [n. Sophus cos.] de Peicentibus [...] | [an. CDXXCV]   |
| 268     | 486      | Ap. Claudius Ap. f. C. [n. Russus] cos. de Peicen[tibus ...] | an. CDXXCV     |
| 267     | 487      | M. Atilius M. f. L. n. Re[gu]lus cos. de Sallentineis viii. [K. Febr.]                                                                                                 | a[n. CDXXCVI]  |
| 267     | 487      | L. Julius L. f. L. n. Libo cos. de Sallentineis viii. K. Febr. | an. C[DXXCVI]  |
| 266     | 488      | D. Junius D. f. D. n. Pera cos. de Sassinatibus v. K. Octobr. | an. CDXXCVII   |
| 266     | 488      | N. Fabius C. f. M. n. Pictor cos. de Sassinatibus iii. Non. Oct. | an. CDXXCVII   |
| 266     | 488      | N. Fabius C. f. M. n. Pictor II cos. de Sallentineis Messapieisque K. Febr.                                                                                            | an. CDXXCVII   |
| 266     | 488      | D. Junius D. f. D. n. Pera II cos. de Sallentineis Messapieisq. Non. Febr.                                                                                             | an. CDXXCVII   |
| 264     | 490      | M. Fulvius Q. f. M. n. Flaccus cos. de Vulsiniensibus K. Nov. | an. CDXXCIX    |
| 263     | 491      | M'. Valerius M. f. M. n. Maxim. Messalla cos. de Poeneis et rege Siculor. Hierone xvi. K. April.                                                                       | an. CDXC       |
| 260     | 494      | C. Duilius M. f. M. n. cos. primus navalem de Sicul. et classe Poenica egit K. Interkalar.                                                                             | an. CDXCIII    |
| 259     | 495      | L. Cornelius L. f. Cn. n. Scipio cos. de Poenis et Sardin. Corsica v. Id. Mart.                                                                                        | an. CDXCIV     |
| 258     | 496      | C. Aquillius M. f. C. n. Florus pro cos. de Poeneis iiii. Non. Oct. | an. CDXCV      |
| 258     | 496      | C. Sulpicius Q. f. Q. n. Paterculus cos. de Poeneis et Sardeis iii. N[on. Oct.]                                                                                        | an. CDX[CV]    |
| 257     | 497      | A. Atilius A. f. C. n. Caiatinus pr. ex Sicilia de Poeneis xiiii. K. F[ebr.]                                                                                           | an. [CDXCVI]   |
| 257     | 497      | C. Atilius M. f. M. n. Regulus cos. de Poeneis navalem egit viii. [...]                                                                                                | a. [CDXCVI]    |
| 256     | 498      | L. Manlius A. f. P. n. Vulso Long. cos. de Poeneis navalem egit viii. [...]                                                                                            | an. [CDXCVII]  |
| 254     | 500      | Ser. Fulvius M. f. M. n. Paetinus Nobilior pro cos. de Cossurensibus et Poeneis navalem egit xiii. K. Febr.                                                            | a. CDX[CIX]    |
| 254     | 500      | M. Aimilius M. f. L. n. Paullus pro cos. de Cossurensibus et Poenis navalem egit xii. K. Febr.                                                                         | an. CDXCIX     |
| 253     | 501      | Cn. Cornelius L. f. Cn. n. Scipio Asina pro cos. de Poeneis x. K. April.                                                                                               | an. D          |
| 253     | 501      | C. Sempronius Ti. f. Ti. n. Blaesus cos. de Poeneis K. April. | an. D          |
| 252     | 502      | C. Aurelius L. f. C. n. Cotta cos. de Poeneis et Siculeis Idibus April.                                                                                                | an. DI         |
| 250     | 504      | L. Caecilius L. f. C. n. Metellus pro cos. de Poeneis vii. Idus Septemb.                                                                                               | a. DII[I]      |
| 241     | 513      | C. Lutatius C. f. C. n. Catulus pro cos. de Poeneis ex Sicilia navale. egit iiii. Nonas Octobr.                                                                        | a. DXII        |
| 241     | 513      | Q. Valerius Q. f. P. n. Falto pro pr. ex Sicilia navalem egit prid. Non. Oct.                                                                                          | a. DXII        |
| 241     | 513      | Q. Lutatius C. f. C. n. Cerco cos. de Falisceis K. Mart. | an. DXII       |
| 241     | 513      | A. Manlius T. f. T. n. Torquatus Atticus cos. II de Falisceis iv. Non. Ma[rt.]                                                                                         | ann. DXII      |
| 236     | 518      | P. Cornelius L. f. Ti. n. Lentulus Caudinus cos. de Ligurib. Idib. Inter[k.]                                                                                           | an. DXV[II]    |
| 235     | 519      | T. Manlius T. f. T. n. Torquatus cos. de Sardeis vi. Idus Mart. | an. DXV[III]   |
| 234     | 520      | Sp. Carvilius Sp. f. C. n. Maximus cos. de Sardeis K. April. | an. D[XIX]     |
| 233     | 521      | Q. Fabius Q. f. Q. n. Maximus Verrucossus cos. de Liguribus K. Febr.                                                                                                   | anno DXX       |
| 233     | 521      | M'. Pomponius M'. f. M'. n. Matho cos. de Sardeis Idibus Mart. | ann. DX[X]     |
| 231     | 523      | C. Papirius C. f. L. n. Maso cos. de Corseis primus in monte Albano iii. Non. Mart.                                                                                    | ann. DXXII     |
| 228     | 526      | Cn. Fulvius Cn. f. Cn. n. Centumalus pro cos. ex Illurieis naval. egit x. K. Quint.                                                                                    | a. DXXV        |
| 225     | 529      | L. Aimilius Q. f. Cn. n. Papus cos. de Galleis iii. Nonas Mart. | an. DXXIIX     |
| 223     | 531      | C. Flaminius C. f. L. n. cos. de Galleis vi. id. Mart. | anno DXXX      |
| 223     | 531      | P. Furius Sp. f. M. n. Philus cos. de Galleis et Liguribus iiii. Idus Mar[t.]                                                                                          | anno DXXX      |
| 222     | 532      | M. Claudius M. f. M. n. Marcellus an. cos. de Galleis Insubribus et Germ[an.] K. Mart. isque spolia opima rettu[lit] duce hostium Virdomaro ad Clastid[ium interfecto] | an. DXX[XI]    |

### Tercera taula
| Year BC | Year AUC | Entry | Annum          |
| 197     | 557      | Q. Minucius C. f. C. n. Rufus cos. de G[alleis Liguribusque in monte] Alban[o ...]                                                       | ann. DLVI      |
| 196     | 558      | [M.] Claudiu[s M. f. M. n.] Marcellus [cos.] de Gal[leis Ins]ubrib. iv. Non. M[art.]                                                     | a. DLV[II]     |
| 196     | 558      | [Cn. Co]rneli[us — f. —] n. Blasio [quo]i qu[od Hispan. cit]eri[or. extra o]rdinem [obtinuerat permissum est] ovans [de Celtibereis ...] | a. [DLVII]     |
| 195     | 559      | M. Helv[ius — f. — n. pro cos. ovans de Celtibereis ...]                                                                                 | [anno DLIIX]   |
| 195     | 559      | Q. M[inucius Q. f. L. n. Thermus] pr[o cos. ex Hispan. ulterior. ...]                                                                    | [an. DLIIX]    |
| 194     | 560      | M. Por[cius M. f. Cato pro cos.] ex Hi[spania citeriore ...]                                                                             | [an. DLIX]     |
| 194     | 560      | [T.] Quinc[tius T. f. L. n. Flamininus] pro cos. [ex Macedonia et rege] Philippo [per trid. ...]                                         | [an. DLIX]     |
| 191     | 563      | M. Fulvius M. [f. Ser. n. Nobilior] pro cos. ov[ans ex Hispania ulteriore] xv. K. Jan.                                                   | [an. DLXII]    |
| 191     | 563      | [P. Co]rne[lius Cn. f. L. n. Scipio Nasica cos. de Galleis Boieis ...]                                                                   | [an. DLXII]    |
| 189     | 565      | [L. Aimilius M. f. — n. Regillus pro] pr. ex Asia de [reg. Antiocho naval.] egit K. Febr.                                                | [an. DLXIV]    |
| 189     | 565      | L. Cornelius P. f. L. n. S[cipio Asiaticus] pro cos. ex Asia de r[ege Antiocho pr. K. Mart.]                                             | [an. DLXIV]    |
| 188     | 566      | [Q.] Fabius Q. f. Q. n. Labe[o pr. ex] Asia de rege Antioch[o navalem egit N]on. Febr.                                                   | [an. DLXV]     |
| 187     | 567      | [M. Fu]lvius M. f. Ser. n. Nobil[ior II pro cos. de] Aetoleis et Ceph[allenia x. K. Jan.                                                 | [an. DLXVI]    |
| 187     | 567      | [Cn. Manlius Cn.] f. L. n. Vul[so pro cos. ex Asia de Galleis iii. Non. Mart.]                                                           | [an. DLXVI]    |
| 178     | 576      | [Ti. Sempronius P. f. T]i. n. Grac[chus pro cos. de Celti]bereis Hispaneisq. iii. Non. F[ebr.]                                           | a. DLX[XV]     |
| 178     | 576      | [L. Postumius A. f.] A. n. Albinus pro [cos. ex] Lu[sita]nia Hispaniaq. pr. Non. Fe[br.]                                                 | an. DLXXV      |
| 177     | 577      | [C. C]laudius [Ap. f. P.] n. Pulcher cos. de Histre[is et] Liguribus K. Interk.                                                          | ann. DLXX[VI]  |
| 175     | 579      | [T]i. Sempron[ius P. f.] Ti. n. Gracchus II pro co[s. ex Sa]rdinia Termi[nalib.]                                                         | a. DLX[XIIX]   |
| 175     | 579      | [M.] Titin[ius — f.] M. n. Curvus pr[o cos. ex Hispania citeriore ...]                                                                   | [an. DLXXIIX]  |
| 175     | 579      | [M. Aimiliu]s M. f. [M.] n. Lepidups cos. II de Lig]uribus iii. Id[us Mart.]                                                             | [a. DLXXIIX]   |
| 175     | 579      | [P. Muci]us Q. f. P. n. [Sc]aevula [cos. de Li]guribus iiii. Id[us Mart.]                                                                | [ann. DLXXIIX] |
| 174     | 580      | [Ap. Claudius C. f. Ap.] n. Cento pro [cos.] ovan[s ex His]pania [Ce]ltiberia [K. Mart.]                                                 | a. [DLXXIX]    |
| 172     | 582      | [C. Ci]cer[eius — f. qui s]crib. [fuera]t pro pr. ex Corsica in monte Albano K. Oct.                                                     | an. D[XXCI]    |
| 167     | 587      | L. Aimilius L. f. M. n. Paullus II pro cos. ex Macedon. et rege Perse per triduum IIII II[I] pridie K. Decem.                            | a. DXXC[VI]    |
| 167     | 587      | [Cn. Oc]tavius Cn. f. Cn. n. pro pr. [ex] Macedon. et rege Perse naval. egit K. Dec.                                                     | an. DXXCV[I]   |
| 167     | 587      | [L. Ani]cius L. f. M. n. Gallus pro pr. de rege [Gen]fio et Illurie[is] Quirinalibus                                                     | a. DXXCVI      |
| 166     | 588      | [M. Cla]udius M. f. M. n. Marcellus cos. [de G]alleis Contrub[r]ieis et Liguribus [Elea]tibusque [K.] Interk.                            | a. DXXCVII     |
| 166     | 588      | [C. Sulpici]us C. f. C. n. G[alus] cos. [de Ligur]ibus Ta[...]rneis x. K. Mart.                                                          | ann. DLXXXVII  |
| 158     | 596      | [M. Fulvius] M. f. M. n. Nobilior pro cos. [de Liguri]bus Eleatibus xii. K. Sept.                                                        | a. DX[CV]      |
| 155     | 599      | [M. Claudius M. f.] M. n. Marcellus II cos. II [de ...]us et Apua[neis ...]                                                              | a. DX[CIIX]    |
| 155     | 599      | [P. Cornelius] P. f. Cn. [n. Scipio Nasica cos. II d]e De[lmateis ...]                                                                   | [a. DXCIIX]    |
| 129     | 625      | C. Sem[p]ronius C. f. C. n. Tuditan. cos. de Iapudibus K. Oct.                                                                           | a. DCXXIV      |

### Quarta taula
| Year BC | Year AUC | Entry | Annum          |
| 126     | 628      | M'. Aquillius M'. f. M'. n. pro cos. ex A[si]a iii. Idus Novembr. | an. DCXXVII    |
| 123     | 631      | M. Fu[lvi]us M. f. Q. n. Flaccus pro [cos. de Li]guribus Vocontieis Salluveisq. vi. [...]                                                                                          | an. DCXXX      |
| 122     | 632      | C. Sextius C. f. C. n. Calvin. pro co[s.] de Ligurib. Vocontieis Salluveisq. [...]                                                                                                 | [an. DCXXXI]   |
| 122     | 632      | L. Aurelius L. f. L. n. Orestes pro cos. ex Sardinia vi. Idus Dec. | an. DC[XXXI]   |
| 121     | 633      | Q. Caecilius Q. f. Q. n. Metellus Baliaric. pro cos. de Baliarib. pr. N[on. ...]                                                                                                   | a. DCX[XXII]   |
| 120     | 634      | Q. Fabius Q. Aemiliani f. Q. n. Maximus pro cos. de Allobro[gibus] et rege Arvernorum Betuito x. K. [...]                                                                          | an. DC[XXXIII] |
| 120     | 634      | Cn. Domitius Cn. f. Cn. n. Ahenobarb. pro cos. de Galleis Arv[e]rneis xvi. K. [...]                                                                                                | a. D[CXXXIII]  |
| 117     | 637      | L. Caecilius L. f. Q. n. Mete[ll]us Delmatic. pro cos. de De[lma]teis iii. No[n. ...]                                                                                              | ann. DCX[XXVI] |
| 117     | 637      | Q. Marcius Q. f. Q. n. Rex pro cos. de Liguribus Stoeneis iii. Non. De[c.] | an. DCX[XXVI]  |
| 115     | 639      | M. Aemilius M. f. L. n. Scaurus cos. de Galleis Karneis v. [... De]c. | [an.] DCXXXIIX |
| 111     | 643      | M. Caecilius Q. f. Q. n. Mete[llus pro] cos. ex Sardini[a Idib. Quin]til. | [a]n. DCXLII   |
| 111     | 643      | [C. Caeci]lius Q. f. Q. n. [Metellus Caprar. pro cos. ex Thraecia Idi]b. Quint. | a. DCXLII      |
| 110     | 644      | [M. Livius C. f. M. Aimiliani n.] Drusus [pro cos. de Scordist]eis Macedonibusq. K. Mai.                                                                                           | a. DCXLIII     |
| 107     | 647      | [Q. Servilius Cn. f. Cn. n.] Caepio pro [cos. ex Hispania ul]teriore v. K. Nov. | a. DCXLVI      |
| 106     | 648      | [Q. Caecilius L. f. Q. n. Metel]l. Numidic. [pro cos. de Numideis et] rege Jugurtha [...]                                                                                          | a. DCXLVII     |
| 106     | 648      | [M. Minucius Q. f. — n. Rufus pro] cos. [de Scordisteis et Thraecibus ...] K. Sext.                                                                                                | a. DCXLVII     |
| 104     | 650      | [C. Marius C. f. C. n. cos. II de Numideis et rege Jugurtha K. Jan.] | [anno D]CXLIX  |
| 98      | 656      | L. Cornelius P. f. L. n. Dolabell. pro cos. ex Hispania ulterior. de Lusitan. v. K. Feb.                                                                                           | a. DCLV        |
| 93      | 661      | T. Didius T. f. Sex. n. II pro cos. ex Hispania de Celtibereis iiii. Idus Jun. | a. DCLX        |
| 93      | 661      | P. Licinius M. f. P. n. Crassus pro cos. de Lusitaneis pridie Idus Jun. | an. DCLX       |
| 89      | 665      | Cn. Pompeius Sex. f. Cn. n. Strabo cos. de Asculaneis Picentibus vi. K. Jan. | a. DCLXIV      |
| 88      | 666      | [P. Serv]ilius C. f. M. n. Vatia pro pr. [de ...] xii. K. Novem. | an. DCLXV      |
| 81      | 673      | [L. Cornelius L. f. P. n. Sull]a Felix dict. [de rege Mithridate I]V iii. K. Febr.                                                                                                 | a. DCLXXII     |
| 81      | 673      | [L. Licinius L. f. — n. Murena pro pr. [de rege Mithridate ...] | [an.] DCLXXII  |
| 62      | 692      | [Q. Caecilius C. f. Q. n. Metellus Creticus pro cos. ex Creta insula ...] K. Jun.                                                                                                  | [a]n. DC[XCI]  |
| 61      | 693      | [Cn. Pompeius Cn. f. Sex. n. Magnus III] pro cos. [ex Asia Ponto Armenia Paphla]gonia Cappadoc. [Cilicia Syria Scytheis Judaeeis Alb]ania pirateis [per biduum III pridie K. O]ct. | a. DCXCII      |
| 54      | 700      | [C. Pomptinus — f. — n. ... pro pr. de Allobrogibus iv. Non. Nov.] | a. DCXCIX      |
| 45      | 709      | Q. Fabius Q. f. Q. n. Maximus cos. ex Hispania iii. Idus Octo. | an. DCCI[IX]   |
| 44      | 710      | C. Julius C. f. C. n. Caesar VI dict. IIII ovans ex monte Albano vii. K. Febr. | a. DC[CIX]     |
| 43      | 711      | L. Munatius L. f. L. n. Plancus pro cos. ex Gallia iiii. K. Jan. | an. [DCCX]     |
| 43      | 711      | M. Aimilius M. f. Q. n. Lepidus IIIvir r. p. [c.] pro cos. ex Hispania pridie K. [Jan.]                                                                                            | [a. DCCX]      |
| 42      | 712      | P. Vatinius P. f. pro cos. de Illurico pr. [K. Sex.] | a. DCCXI]      |
| 41      | 713      | L. Antonius M. f. M. n. cos. ex Alpibus [K. Jan.] | [a. DCCXII]    |
| 40      | 714      | Imp. Caesar divi f. C. f. IIIvir r. p. c. ov[ans] quod pacem cum M. Antonio fecit [...]                                                                                            | [an. DCCXIII]  |
| 40      | 714      | M. Antonius M. f. M. n. IIIvir r. p. c. ovan[s] quod pacem cum Imp. Caesar feci[t ...]                                                                                             | [an. DCCXIII]  |
| 39      | 715      | L. Marcius L. f. C. n. Censorinus cos. ex Macedonia K. Jan. | a. [DCCXIV]    |
| 39      | 715      | C. Asinius Cn. f. Pollio pro cos. ex Parthineis viii. K. Novem. | an. [DCCXIV]   |
| 38      | 716      | P. Ventidius P. f. pro cos. ex Tauro monte et Partheis v. K. Decem. | an. DCCX[V]    |
| 36      | 718      | Cn. Domitius M. f. M. n. Calvinus pro cos. ex Hispania xvi. K. Sexil. | an. DCCXVII    |
| 36      | 718      | Imp. Caesar divi f. C. f. II IIIvir r. p. c. II ovans ex Sicilia Idibus Novembr.                                                                                                   | a. DCCXVII     |
| 34      | 720      | T. Statilius T. f. Taurus pro cos. ex Africa pridie K. Jul. | ann. DCCXIX    |
| 34      | 720      | C. Sosius C. f. T. n. pro cos. ex Judaea iii. Non. Septembr. | an. DCCXIX     |
| 34      | 720      | C. Norbanus C. f. Flaccus pro cos. ex Hispania Id[us Oc]tobr. | an. DCCXIX     |
| 29      | 725      | [C. Carrinas C. f. — n. pro cos. ex Gallia] prid. I[dus Jul.] | [an. DCCXXV]   |
| 29      | 725      | L. Autronius P. f. L. n. Paetus pro cos. ex Africa xvii. K. Septemb[r.] | an. DCC[XXV]   |
| 28      | 726      | M. Licinius M. f. M. n. Crassus pro cos. ex Thraecia et Geteis iv. Non. Jul. | a. DCCXXVI     |
| 28      | 726      | M. Valerius M. f. M. n. Messalla Corvinus pro cos. ex Gallia vii. K. Oct. | a. DCCXXVI     |
| 26      | 728      | Sex. Appuleius Sex. f. Sex. n. pro cos. ex Hispania vii. K. Febr. | a. DCCXXVII    |
| 21      | 733      | L. Sempronius L. f. L. n. Atratinus pro cos. ex Africa iiii. Idus Oct. | a. DCCXXXII    |
| 19      | 735      | L. Cornelius P. f. Balbus pro cos. ex Africa vi. K. April. | a. DCCXXXIV    |